# Коваленко Анна Миколаївна
Анна Миколаївна Ковале́нко (нар. 5 травня 1991, Буча, Київська область) — українська громадська активістка, журналістка, сотниця 39-ї жіночої сотні Самооборони Майдану, колишня радниця трьох міністрів оборони України та міністра інформаційної політики України. Експертка з питань оборони та безпеки.
Народний депутат України 9-го скликання від партії «Слуга народу». Заступник Керівника Офісу Президента України з 4 вересня 2019 по 22 квітня 2020 року. Заступник Міністра розвитку громад та територій України з 24 квітня по 19 жовтня 2020 року. Голова Чернігівської ОДА з 13 жовтня 2020 по 4 серпня 2021 року.

## Життєпис

### Освіта
2013 — ступінь магістра театрознавства у Київському університеті театру кіно і телебачення.
Прослухала курс «Військове командування та гуманітарне право» Женевського центру політики безпеки (GCSP) в Женеві, Швейцарія.
Аспірантка Національної академії державного управління при Президентові України за спеціальністю «Публічне управління». Дисертаційне дослідження «Демократичний цивільний контроль над розвідкою і контррозвідкою в Україні».

### Діяльність
- 10.2020 по 08.2021 — голова Чернігівської ОДА.
- 05.2020 по 10.2020 — заступниця Міністра розвитку громад та територій України.
- з 08.2019 по 09.2019 — народна депутатка України IX скликання, член Комітету Верховної Ради України з питань соціальної політики та захисту прав ветеранів;
- з 09.2019 по 05.2020 — заступниця Керівника Офісу Президента України;
- 06.2015 — 2016 — співзасновниця Антикорупційного руху, разом із колишнім очільником Служби безпеки України В. Наливайченком, Є. Фірсовим та С. Носенком). Член політради партії «Справедливість», відповідала за гендерну та молодіжну політику та ряд проєктів.
- 12.2014 — 08.2015 — радниця Міністра інформаційної політики України Стеця Ю. Я.
- 08.2015 — 10.2014 — радниця Міністра оборони України Полторака С. Т.
- 06.2014 — 10.2014 — радниця Міністра оборони України Гелетея В. В.
- 03.2014 — 06.2014 — радниця Міністра оборони України Коваля М. В.
- 01.2014 до теперішнього часу — сотниця 39-ї сотні Самооборони Майдану (з 03.2014 голова всеукраїнської ГО «39 жіноча сотня Самооборони Майдану»)
- 07.2010 — 11.2010 — виконавча директорка ГО «Асоціація Європейських Журналістів. Українська секція».
- 03.2008 — 12.2013 — журналістка, авторка та ведуча програм (ТРК «Радіо ЕРА», ТРК УкрлайфТВ, телеканал СТБ).
- 11.2009 до теперішнього часу — заступниця директора зі зв'язків із громадськістю Видавничого дому «Антиквар». Організаторка культурних проєктів в Україні, Франції та Португалії.

Керувала проєктом «Стратегічне лідерство: система безпеки та оборони України» у Києво-Могилянській бізнес-школі (KMBS). Працювала експерткою Інституту Джорджа Кеннана, Wilson Center, (м. Вашингтон, округ Колумбія, США).
Радниця голови Державної служби спеціального зв'язку та захисту інформації України. Консультантка парламентського Комітету з питань оборони та безпеки України. Член клубу дипломатичного представництва офісу зв'язку НАТО в Україні «Жінки на чолі реформ».

### Участь у Революції гідності та реформуванні держави
Брала участь в акціях протесту на Євромайдані ще до силового розгону студентів 30 листопада 2013 року. Спочатку робила щогодинні включення для «Радіо Ера», потім взяла участь у патрулюванні Майдану та прилеглих територій. Брала участь у розробленні плану оборони адміністративних будівель від штурму силовиків. Згодом стала заступником сотника 11-ї сотні Самооборони. У середині січня 2014 року зорганізувала та очолила 39-ту жіночу сотню Самооборони Майдану. На час створення сотня налічувала понад 150 учасників. На цей час 39 сотня перетворена у всеукраїнську громадську організацію «жіноча сотня», в якій близько двох тисяч членів.
Як радниця міністрів оборони створювала Центр координації оперативної допомоги українській армії, а також гарячу лінію (колл-центр) для налагодження зв'язку та координації між блокпостами та волонтерами. Організовувала чисельні заходи з налагодження комунікації між апаратом МО, волонтерами, громадськістю та іншими державними органами. Брала участь у розробці програм реформування міністерства оборони та організації співпраці з НАТО, ОБСЄ, посольствами Канади та Норвегії.
Як радниця міністра інформаційної політики працювала у складі комісії з відновлення телевізійного мовлення у зоні АТО.
На весні 2015 року приєдналась до команди «Антикорупційного руху», створення якого ініціював Валентин Наливайченко. Є однією із чотирьох координаторів Руху (разом із В. Наливайченком, Є. Фірсовим та С. Носенком).

### Політична діяльність
2014 року брала участь у виборах до ВРУ як кандидатка-самовисуванка по 206-му виборчому округу (Чернігів). ЦВК відмовила Коваленко в реєстрації з формального приводу[якого?] і цю відмову довелося скасовувати через суди двох інстанцій. З цієї причини в Коваленко залишилося всього два тижні для ведення передвиборної агітації. Незважаючи на це, вона набрала 9 % голосів (друге місце після місцевого олігарха Атрошенка).
Кандидатка у народні депутати від партії «Слуга народу» на парламентських виборах 2019 року, № 35 у списку. Безпартійна. Обрана депутатом, але згодом склала повноваження, ставши натомість заступником керівника Офісу Президента. Член Комітету ВРУ з питань соціальної політики та захисту прав ветеранів. Як голова ГО «Жіноча сотня» веде громадсько-політичну діяльність у напрямках ґендерної та культурної політики, координаторка ГО «Антикорупційний рух України».

### Нагороди
Наказом Міністра внутрішніх справ нагороджена бойовою зброєю — пістолетом «Форт-17».

### Сім'я
Чоловік — Руслан Хомчак, генерал-полковник Збройних сил України, Начальник Генерального штабу — (21 травня 2019 — 27 березня 2020 року), Головнокомандувач Збройних сил України (27 березня 2020 — 27 липня 2021 року).
Станом на грудень 2020 року була вагітна, з посади йти не збиралася. 11 січня 2021 року народила дівчинку. Дочку назвали Марією.